# 엘베강

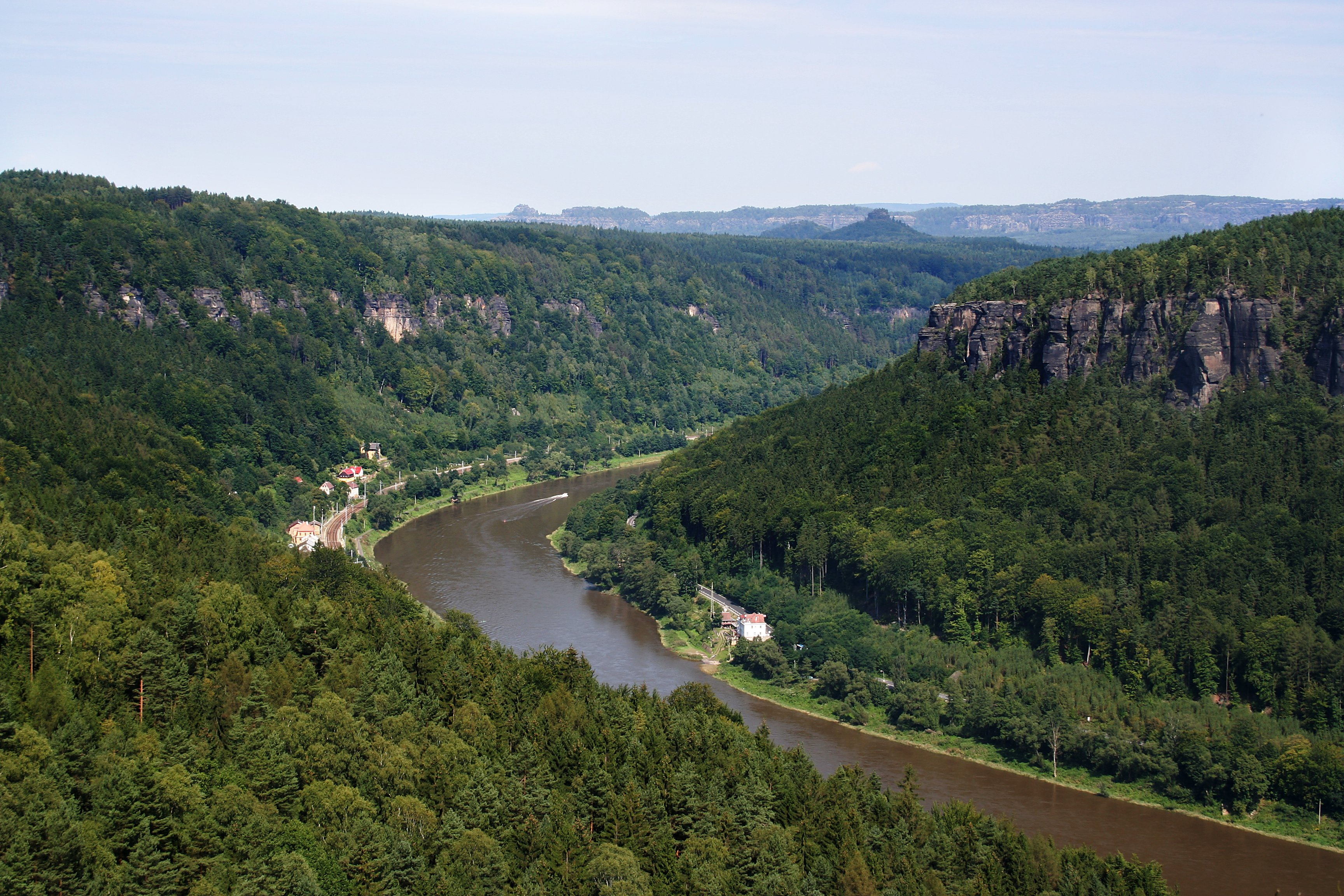

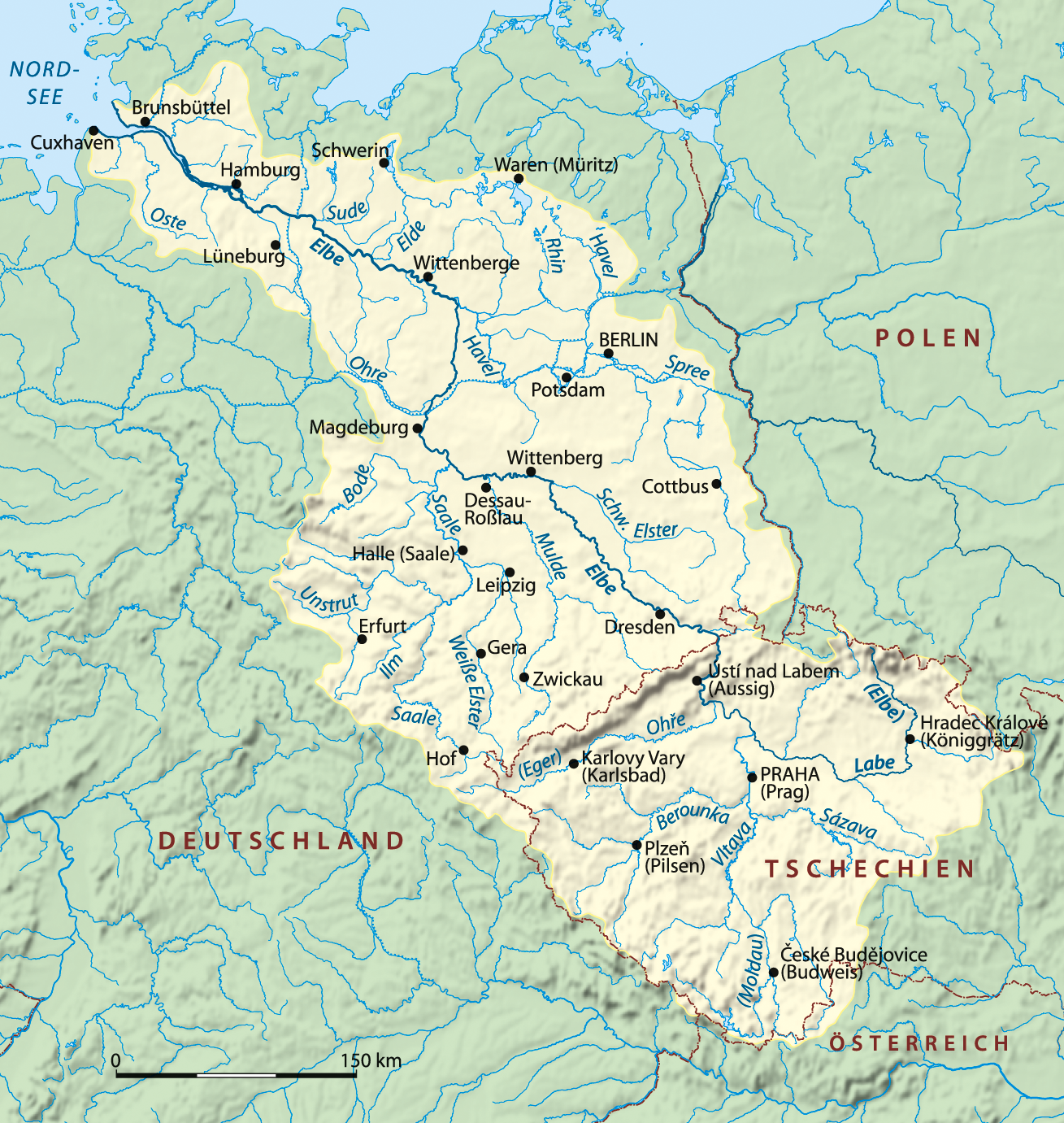
엘베강과 지류가 지나는 지역

엘베강(독일어: Elbe, 체코어: Labe 라베[*], 폴란드어: Łaba 와바[*], 소르브어: Łobjo(워뵤))은 폴란드, 체코의 국경지대에 있는 리젠산맥을 그 수원으로 하고, 그 후에 체코 북부, 독일 동부를 흘러 함부르크 부근에서 북해에 흘러드는 하천이다.

## 어원
엘베라는 이름의 어원은 ‘강’이라는 뜻의 스칸디나비어 낱말 älv이다.

## 유역국
- 폴란드
- 체코
- 독일

## 유역의 주된 도시
- 드레스덴
- 마그데부르크
- 함부르크

## 주된 지류
- 블타바강
- 잘레강